# Albuca dalyae
Albuca dalyae är en sparrisväxtart som beskrevs av John Gilbert Baker. Albuca dalyae ingår i släktet Albuca och familjen sparrisväxter. Inga underarter finns listade i Catalogue of Life.